# カール・クリング
カール・クリング（Karl Kling、1910年9月16日 - 2003年3月18日）は、ドイツのレーシングドライバー。

## 概要
レーシングドライバーとしては1950年代にダイムラー・ベンツ（メルセデス・ベンツ）のワークスドライバーとして活躍した。
ダイムラー・ベンツが自動車レースに復帰した1952年のカレラ・パナメリカーナにおけるクリングの優勝はドイツ国内で高く評価され、レーシングドライバーとしては初めて、同国のスポーツマン・オブ・ザ・イヤーに選ばれた。
1954年にF1参戦し、F1では表彰台を2度獲得し、1954年フランスグランプリのそれはドイツ人としては初のF1表彰台獲得であった。
ダイムラー・ベンツがF1から撤退した際にドライバーを引退し、その後は同社のスポーツ部門の責任者となり、1960年代に同社のラリーチームの監督を務めた。
その人柄はアルフレート・ノイバウアーから「ステアリングを握った紳士」（Gentleman am Steuer）と讃えられた。チームメイトのファン・マヌエル・ファンジオはクリングを「正確で無駄のない、いかにもドイツ的な走り方をする」ドライバーと評した。

## 経歴
1936年にメルセデス・ベンツチームに加入し、テスト走行では良好なラップタイムを刻んだが、ダイムラー・ベンツの製造部門で働くこととなる。

### ドライバー時代

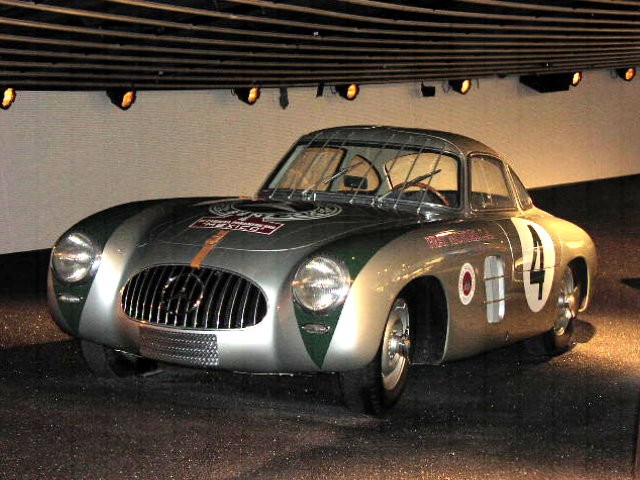
300SL（1952年カレラ・パナメリカーナ優勝車）

第二次世界大戦が終結した後、ドイツ人は1945年から1949年にかけて国際レースの参加が不可能であったことから、ドイツ国内レースにBMWとヴェリタス (自動車)を駆って参戦し、1948年と1949年に2リッタースポーツカークラスで、ドイツのスポーツカー選手権でチャンピオンとなる。
1951年にメルセデス・ベンツチームに戻り、同チームがブエノスアイレスグランプリに遠征した際、メルセデス・ベンツ・W154で参戦した。
1952年に同チームから300SL（W194）の1台を任され、5月に開催された初戦のミッレミリアで2位、11月のカレラ・パナメリカーナでは優勝を遂げる（どちらもハンス・クレンクとのコンビ）。この活躍から、1952年のドイツ・スポーツ・マン・オブ・ザ・イヤーに選ばれた。
1954年フランスグランプリで、同チームがF1参戦を開始したのに伴いデビューした。初戦をチームメイトのファンジオに次ぐ2位で終えたものの、F1の決勝レースではこれが最高位となり、翌1955年にチームが撤退するまで、ファンジオや1955年に加入したスターリング・モスに勝つことはできなかった。

### 監督時代
1955年末にダイムラー・ベンツがF1とスポーツカーレースから撤退したのに伴い、それまでチーム監督として同チームを率いていたアルフレート・ノイバウアーも引退し、クリングはノイバウアーの跡を引き継いでスポーツ部門の責任者に就任した。
しかしながら、1956年以降もプライベーターを支援する形でモータースポーツ活動を続け、ラリーではモンテカルロラリー、アクロポリスラリー、1000湖ラリーといった多くの国際的なラリーで優勝を遂げることとなる。1960年代前半のヨーロッパラリー選手権（ERC）では監督として自社チームを率い、1960年には同チームのヴァルター・ショック、1962年には同じくオイゲン・ベーリンガーがヨーロッパラリーチャンピオンに輝いた。
1968年に退職して引退したが、その後もコンサルタントとして同社のスポーツ部門に協力を続けた。

## レース戦績

### F1
| 年     | エントラント                      | シャシー | エンジン               | 1      | 2   | 3   | 4       | 5       | 6     | 7       | 8       | 9     | WDC  | ポイント |
| ------ | --------------------------------- | -------- | ---------------------- | ------ | --- | --- | ------- | ------- | ----- | ------- | ------- | ----- | ---- | -------- |
| 1954年 | ダイムラー・ベンツ （メルセデス） | W196     | メルセデス M196 2.5 L8 | ARG    | 500 | BEL | FRA 2   | GBR 7   | GER 4 | SUI Ret | ITA Ret | ESP 5 | 5位  | 12       |
| 1955年 | ダイムラー・ベンツ （メルセデス） | W196     | メルセデス M196 2.5 L8 | ARG 4* | MON | 500 | BEL Ret | NED Ret | GBR 3 | ITA Ret |         |       | 11位 | 5        |

- * : 同じ車両を使用したスターリング・モス、ハンス・ヘルマンに順位とポイントが配分された。

非選手権の結果
- 1954年ベルリングランプリ（アヴス）・優勝[W 3]

### ル・マン24時間レース
| 年     | チーム             | コ・ドライバー   | 使用車両                          | クラス | 周回 | 総合順位 | クラス順位 |
| ------ | ------------------ | ---------------- | --------------------------------- | ------ | ---- | -------- | ---------- |
| 1953年 | ダイムラー・ベンツ | ハンス・クレンク | メルセデス・ベンツ・300SL（W194） | S3.0   | 277  | DNF      | DNF        |
| 1955年 | ダイムラー・ベンツ | アンドレ・シモン | メルセデス・ベンツ・300SLR        | S3.0   | 134  | DNF      | DNF        |

### ミッレミリア
| 年     | チーム             | コ・ドライバー   | 使用車両                          | クラス | 総合順位 | クラス順位 |
| ------ | ------------------ | ---------------- | --------------------------------- | ------ | -------- | ---------- |
| 1952年 | ダイムラー・ベンツ | ハンス・クレンク | メルセデス・ベンツ・300SL（W194） | S+2.0  | 2位      | 2位        |

### カレラ・パナメリカーナ
| 年     | チーム             | コ・ドライバー   | 使用車両                          | クラス | 総合順位 | クラス順位 |
| ------ | ------------------ | ---------------- | --------------------------------- | ------ | -------- | ---------- |
| 1952年 | ダイムラー・ベンツ | ハンス・クレンク | メルセデス・ベンツ・300SL（W194） | S      | 1位      | 1位        |

## 参考資料
書籍
- Juan Manuel Fangio; Marcello Giambertone (1961). My Twenty Years of Racing. Temple Press Limited
  - フアン・マヌエル・ファンジオ（著）、高斎正（訳）、1974-10-31、『ファンジオ自伝』、二玄社 ASIN B000J936IA
- Karl Ludvigsen (1995-06). Mercedes-Benz Quicksilver Century. Transport Bookman Publications. ASIN 0851840515. ISBN 0-85184-051-5